# Afwatering Zuid Rekken
De Afwatering Zuid Rekken is een gegraven waterloop ten zuiden van het dorp Rekken, tussen de Berkel en de Ramsbeek, die op zijn beurt weer uitmondt in de Berkel. 
Tussen 2005 en 2012 hebben er grote werkzaamheden plaatsgevonden waarbij bovenstrooms een verbinding met de Berkel is gerealiseerd. Sinds de werkzaamheden is het een enigszins slingerende watergang met flauwe oevers. Door de aanleg van vistrappen heeft het een belangrijke functie als bypass voor vissen. 